# Казаган (емір)
Казаган (*д/н — 1358) — фактичний правитель Західного Чагатайського улусу в 1346—1358 роках. Відомий також як Амір Казаган.

## Життєпис
Походив з монгольської потюркованої знаті. Про молоді роки нічого невідомо. За часів чагатайського хана Халіла стає намісником Балха та очільником племені караунів з титулом бек. У 1345 році очолив повстання тюрко-монгольської знаті проти централізаторської політики нового хана Казана. У 1345 році у місцині Салі-Сарай біля річки Амудар'я зазнав поразки від ханських військ і втік до Газні (сучасний Афганістан).
У 1346 році з новою потугою рушив проти Казан-хана, якому північніше залізних брам (перехід від Балха до Самарканда) завдав рішучої поразки. Хан або загинув у битві, або його вбив Казаган. Після цього останній захопив владу в Чагатайському улусі.
Оскільки Казаган не належав до роду Чагатая, то він не мав посісти трон. Тому номінальним правителем став Даніш-Менке з роду великого кагана Угедея, а Казаган прийняв титул еміра (аміра). Фактична влада належала Казагану, він вів життя кочівника, керуючи з літньої (в Мунку, поблизу сучасного Душанбе) або зимової (в Салі-Сараю) ставок державою. Цю практику згодом наслідували всі фактичні правителі Чагатайської держави, включно з Тамерланом. У 1348 році з невідомої причини повалив Даніш-Менке, поставивши замість нього Баян-Кулі.
Разом з цим правитель Західної Чагатайської держави змінив монетну політику: зменшивши вагові норми карбування динарів, проба монетного срібла була знижена з десяти-десятих (100 %) до дев'яти-десятих (90 %), а також змінилася вагова норма карбування — до 1,27 г.
Завдяки військовому та політичному хисту Казаган зміг втримати під владою західну частину улусу, а у східній владу захопили місцеві беки. Разом з тим емір не втручався в місцеві справи, давши в цьому знаті повну свободу. У 1350—1351 роках здійснив похід проти Делійського султанату, пограбувавши Пенджаб та Сінд.
На зворотньому шляху виступив проти Держави Куртів, захопивши їхню столицю — Герат, який було пограбовано. Встановивши зверхність над Куртами, він повернувся до Мавераннахру. Після цього здійснено похід на Хорезм, який також було пограбовано. У 1353—1354 роках здійснив низку походів до Хорасану, користуючись боротьбою тамтешнього правителя Лукман-хана з братом Аміром-валі. У 1354 році захоплено частину Хорасану, яку було утримано до самої смерті Казагана.
У 1358 році Казаган був вбитий в Салі-Сараї родичем Кутлуг-Тимуром, сином Боролдая (той був правителем караунів перед Казаганом) за відмову надати тому владу над караунами. Кутлуг-Тимур невдовзі також був вбитий в Кундузі. Новим еміром став син Казагана — Абдуллах.

## Родина
- Муслі, його син Хусейн боровся за владу з Тамерланом
- Абдуллах, емір західного Чагатайського улусу в 1358 році
- донька, дружина Туглук-Тимура, хана Могулістану